# 1132
Cette page concerne l'année 1132  du calendrier julien.
L'année 1132 est une année bissextile qui commence un vendredi.

## Événements

### Proche-Orient
- 2 mars[1] : l’atabek de Mossoul Zanki marche sur Bagdad, mais est écrasé près de Tikrit, sur le Tigre, au nord de la capitale par les troupes du calife. Zanki est sauvé de justesse de la capture grâce au gouverneur de Tikrit, Najm ad-Din Ayyub, un jeune officier kurde qui lui fait traverser le fleuve. Il peut regagner Mossoul à la hâte[2].

- 6 juin : mort de Bouri[3]. Son fils Shams al-Muluk Isma’il lui succède comme atabey de Damas à l’âge de 19 ans.

- 11 décembre : les troupes du roi de Jérusalem Foulques V d’Anjou reprennent Jaffa à Hugues du Puiset, accusé de trahison et abandonné par ses alliés après avoir conquis Jaffa avec l’aide des Fatimides[4].
- 15 décembre : Shams al-Muluk Isma’il s’empare par surprise de la forteresse de Baniyas, que les Assassins avaient livrée aux Francs trois ans plus tôt[5]. Foulques V d'Anjou est alors occupé à rassembler ses troupes pour réoccuper Jaffa, aux mains de Hugues du Puiset[2].

### Europe
- Janvier : la chapelle des pèlerins, le narthex de la basilique de Vézelay, est consacré par l’évêque d’Autun en présence du pape Innocent II[6].

- 14 avril : mort de Mstislav Ier. Iaropolk II, fils de Vladimir II Monomaque, devient grand-prince de Kiev[7].

- 24 juillet : Roger II de Sicile est battu à la bataille de Nocera par le duc Robert II d’Aversa et le comte Rainulf d’Alife ; après avoir ravagé le territoire de Bénévent, il passe en Sicile en décembre pour rassembler ses forces[8].

- Septembre : expédition de l’empereur Lothaire en Italie contre Conrad de Hohenstaufen[9].

- Les Tchèques attaquent et ravagent la Silésie[10].

- Selon le chroniqueur Falcon de Bénévent, cette année-là, la lune prit la couleur du sang (Luna splendorem ortus sui derelinquens in sanguinis colorem conversa est...)[11].